# 鳥居清倍 (2代目)

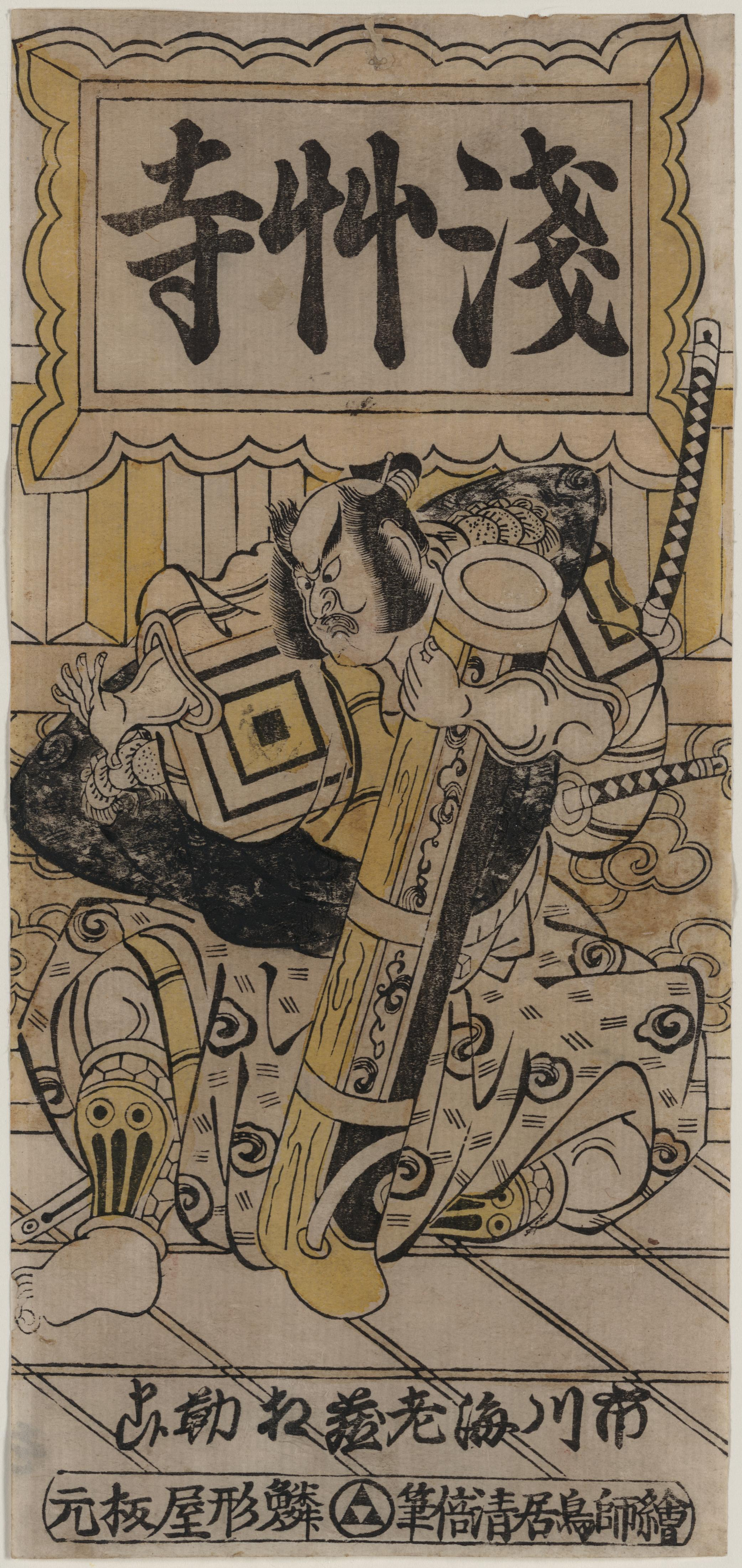
二代目市川海老蔵の役者絵（演目名・役名不明）。二代目清倍画。

二代目 鳥居清倍（にだいめ とりい きよます、宝永3年〈1706年〉 - 宝暦13年11月2日〈1763年12月6日〉）は、江戸時代中期の浮世絵師。鳥居家二代目。

## 来歴
初代鳥居清信の門人で享保9年（1724年）に清信の娘婿となり、以後清倍を名乗ったという。俗称は半三郎と伝わる。初代清信とともに『頼光一代記』に鳥居清倍の名で挿絵を描いたのが最初で、役者絵では享保10年から宝暦9年（1759年）にかけてのものが残っている。初代鳥居清倍は享保2、3年ごろに作画活動を止めており、あるいはこの頃没したと見られるが、享保3年頃から享保7年のあいだに描かれた「清倍」の作とされる役者絵が複数ある。この享保3 - 7年の間の作について武藤純子は、「複数の絵師が筆をとっていたのではないだろうか。異なる画風、落款のものが雑多にみられる」と述べ、初代清倍や二代目清倍以外に当時「清倍」の名を使い絵を描いていた者がいたことを示唆している（『初期浮世絵と歌舞伎　役者絵に注目して』）。なおかつては二代目島居清信とは同一人物ともいわれていたが、現在ではそれは否定されている。
初代清信及び初代清倍の影響を受けた画風で、鳥居家のお家芸である役者絵及び美人画を描いた。役者絵では丹絵、紅絵、漆絵、紅摺絵の各時代のものが残る。また浮絵の作品も手がけており、「近江八景」のシリーズが知られている。享年58。墓所は豊島区の染井墓地、法名は清巌院宗林日浄信士。門人に鳥居清満がおり、一説には鳥居清広が門人であったともいわれる。

## 作品
- 「二代目市川団十郎と市川升五郎」 細判漆絵 城西大学水田美術館所蔵
- 「瀬川菊次郎の四季のおどり」 細判漆絵 城西大学水田美術館所蔵　※画中に「四季のおどり」とあり
- 「荻野伊三郎の曽我五郎」 細判漆絵 大英博物館所蔵 ※享保17年（1732年）正月、江戸中村座の『初暦商曽我』より
- 「瀬川菊次郎のおくま」 細判漆絵 ホノルル美術館所蔵 ※元文2年（1737年）正月、江戸中村座『曜舞鶴曽我』より
- 「瀬川菊次郎のお菊」 細判漆絵 城西大学水田美術館所蔵 ※元文4年11月、江戸中村座『都染薫鉢木』より
- 「市川海老蔵の目黒不動・市川団十郎のこんがら童子・中村伝九郎のせいたか童子」 大判紅摺絵 東京国立博物館所蔵　※宝暦5年（1755年）11月、江戸中村座『惶弓勢源氏』より